# Rubens (äpple)
Civni-äpplet, sålt som "Rubens", är en äppelsort. Äpplet utvecklades ursprungligen 1985 som en korsning mellan äppelsorterna Gala och Elstar. Korsningen gjordes av Consorzio Italiano Vivaisti (CIV), ett italienskt "äppleodlar-konsortium", från Ferrara.
Äpplet har en strimlig eller rakt igenom ljusröd färg. Smaken är söt som hos Gala, men mer aromatisk – Vidare mer krispig än Elstar. Räknat 2007, så har äpplet växt på mer än en miljon träd i Europa, samt växt även i Chile, Sydafrika och USA. Frukten har en avkastning på mellan 80 och 100 ton, per hektar.
Civni-sorten är ej att förväxlas med det nederländska Rubens-äpplet, som är en korsning mellan Cox Orange och Reinette étoilée.